# Psametych III
Psametych III (Psametyk III) – ostatni faraon z XXVI dynastii saickiej – panował w latach 526-525 p.n.e. Syn Amazisa i Ladiki, córki króla Cyreny – Battosa. 

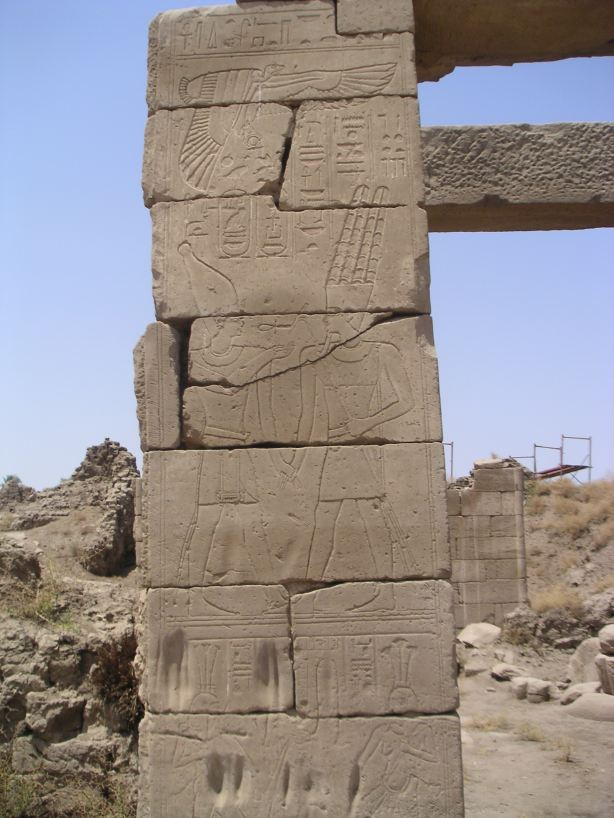
Relief przedstawiający Psametycha III z kaplicy w Karnaku

Wstąpił na tron po śmierci ojca i jako niedoświadczony władca na samym początku swego panowania musiał przeciwstawić się inwazji armii perskiej, dowodzonej przez Kambyzesa II. Przyczyn inwazji na Egipt należy szukać w imperialistycznych dążeniach Persji oraz przeciwstawianiu się jej greckich miast położonych w Azji Mniejszej, które zyskały sprzymierzeńców w Egipcie. Bezpośrednim pretekstem stał się incydent, w którym Amazis oszukał Kambyzesa, wysyłając mu za żonę nie swoją córkę, lecz córkę swego poprzednika Apriesa. W skład armii inwazyjnej oprócz Persów, wchodzili także najemnicy greccy, cypryjscy, karyjscy i feniccy. Sytuację pogorszyła także zdrada Polikratesa i Fanesa oraz pomoc, jakiej udzielili Persom Arabowie. W maju 525 p.n.e. doszło do bitwy pod Peluzjum, w której zaskoczone, naprędce zgrupowane wojska egipskie poniosły klęskę i w efekcie zmuszone były do wycofania się do Memfis. Wkrótce także upadło Sais, miasto stołeczne dynastii, Heliopolis oraz, po krótkim oblężeniu, również Memfis zostało zdobyte. Psametych dostał się do niewoli i z rozkazu Kambyzesa został przewieziony do Suzy. Wkrótce w wyniku prób spiskowania został skazany na śmierć. Nakazano mu popełnienie samobójstwa. Wojska perskie wtargnęły do Egiptu, dotarły aż do Teb, które zostały złupione i zniszczone. Klęska i śmierć Psametycha zapoczątkowała w dziejach Egiptu okres rządów Achemenidów zwany Pierwszym Panowaniem Perskim, trwający około 125 lat i określany jako XXVII dynastia.

## Tytulatura
| M23 · X1 | L2 · X1 |

| M23 · X1 | L2 · X1 |

| N5 | S34 | D28 · N35 |

| N5 | S34 | D28 · N35 |

| N5 | S34 | D28 · N35 |

| N5 | S34 | D28 · N35 |

| M23 · X1 | L2 · X1 |

| M23 · X1 | L2 · X1 |

| N5 | S34 | D28 · N35 |

| N5 | S34 | D28 · N35 |

| N5 | S34 | D28 · N35 |

| N5 | S34 | D28 · N35 |

| G39 | N5 |

| G39 | N5 |

| Q3 | S29 | G17 | V13 · V31 |

| Q3 | S29 | G17 | V13 · V31 |

| Q3 | S29 | G17 | V13 · V31 |

| Q3 | S29 | G17 | V13 · V31 |

| G39 | N5 |

| G39 | N5 |

| Q3 | S29 | G17 | V13 · V31 |

| Q3 | S29 | G17 | V13 · V31 |

| Q3 | S29 | G17 | V13 · V31 |

| Q3 | S29 | G17 | V13 · V31 |